# Uroš Knežević
Pour les articles homonymes, voir Knežević.

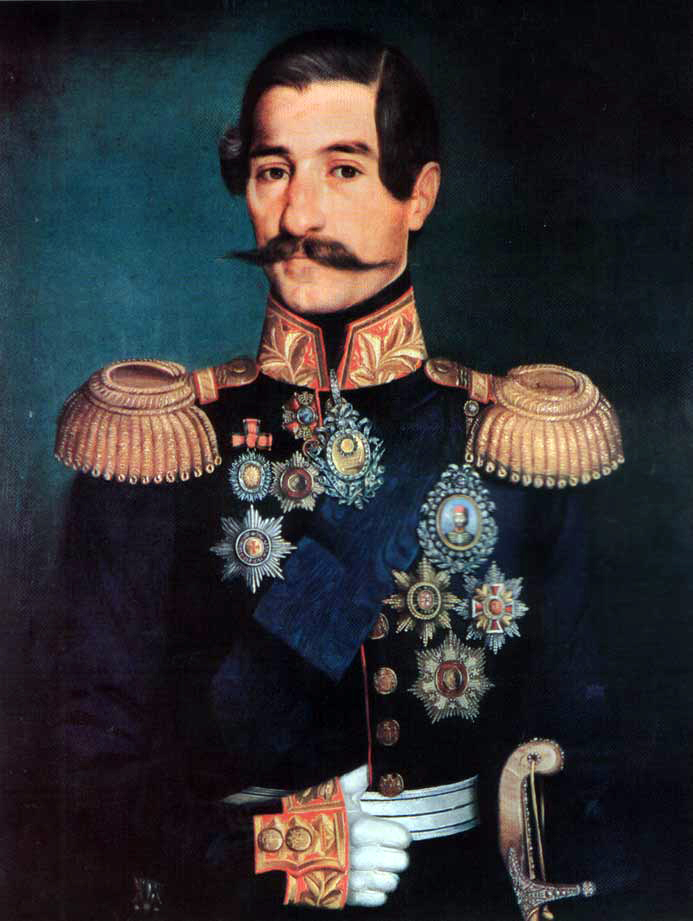
Portrait du prince Alexandre Karađorđević par Uroš Knežević

Uroš Knezević (en serbe cyrillique : Урош Кнежевић ; né le 2 janvier 1811 à Sremski Karlovci - mort le 21 octobre 1876 à Belgrade), était un peintre serbe. 

## Biographie
Uroš Knežević est né à Sremski Karlovci en Voïvodine, à un moment où cette province était encore sous la domination de l'empire d'Autriche. Enfant, il se consacra à « l'art merveilleux du dessin ». Il effectua ses études secondaires au Lycée de Sremski Karlovci puis s'installa dans la principauté de Serbie en 1834. Son ambition était de poursuivre ses études artistiques à Vienne. Pour cela, il se fit portraitiste et, par ce biais, il travailla pour la famille princière de Serbie mais eut les plus grandes difficultés à se faire rétribuer pour les œuvres fournies. 
Pour accomplir son rêve de travailler à Vienne, il accepta de peindre pour les églises de Belgrade. 
À Vienne, il parvint à se faire exposer à partir de 1846. 
Pour nos contemporains, il reste essentiellement un portraitiste. On lui doit, notamment, un célèbre Portrait du prince Alexandre Karađorđević. Il est également l'auteur du Portrait de la Dame en blanc. Certaines de ses œuvres sont exposées au musée national de Belgrade et à la Galerie de la Matica srpska à Novi Sad.